# Cerje Letovanićko
Cerje Letovanićko is een plaats in de gemeente Lekenik in de Kroatische provincie Sisak-Moslavina. De plaats telt 122 inwoners (2001).